# STS-92

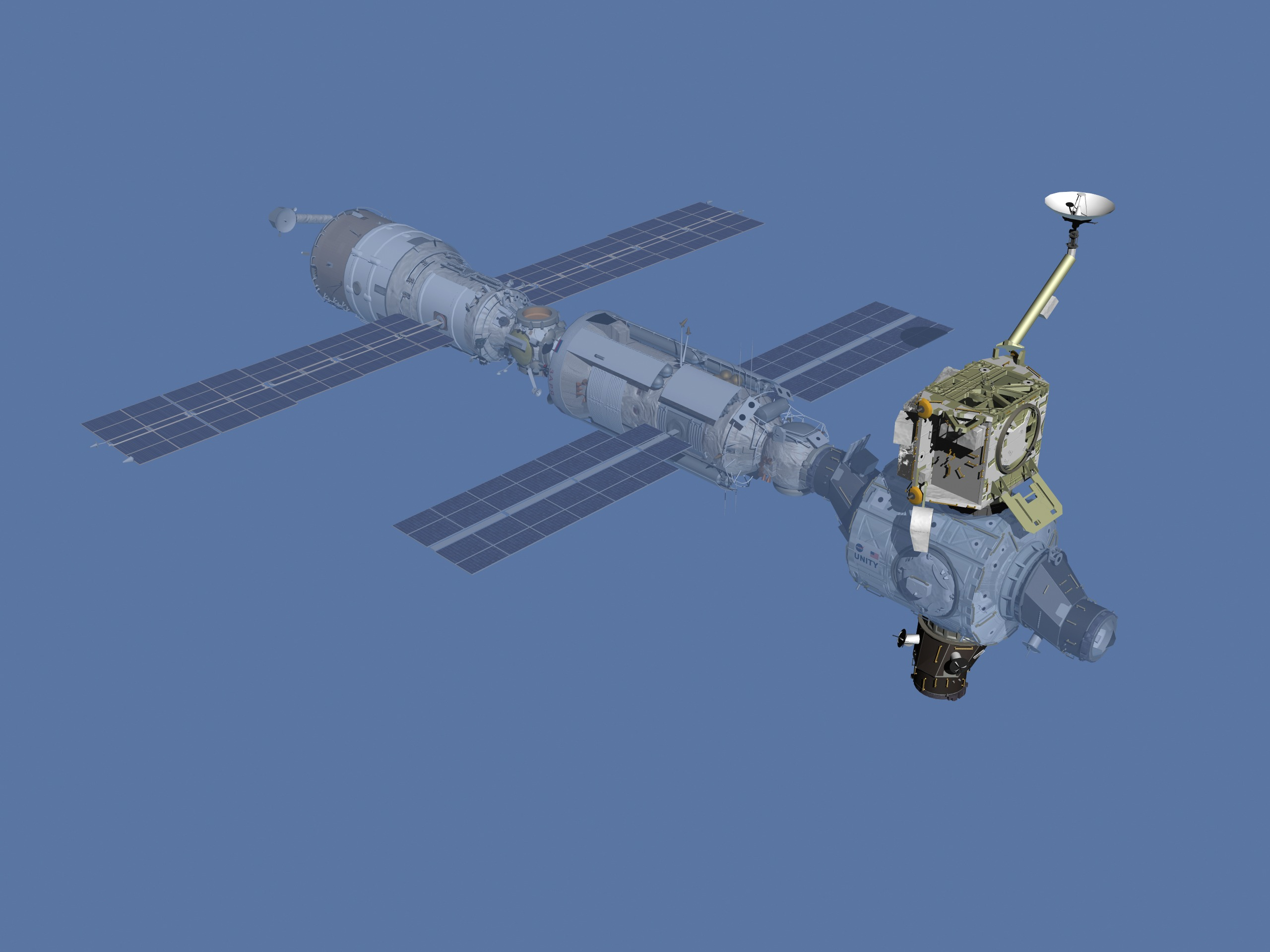
ISS efter installationen av Z1 och PMA-3

STS-92 var en flygning i det amerikanska rymdfärjeprogrammet till Internationella rymdstationen (ISS). Det var den tjugoåttonde flygningen med rymdfärjan Discovery. Den sköts upp från Pad 39B vid Kennedy Space Center i Florida den 11 oktober 2000. Efter nästan tretton dagar i omloppsbana runt jorden återinträdde rymdfärjan i jordens atmosfär och landade vid Edwards Air Force Base i Kalifornien.
Pamela Melroy blev med denna flygning den andra kvinnliga piloten på en rymdfärja. Första var Eileen Collins under Discoverys flygning STS-63, till rymdstationen Mir, i februari 1995.

## Mål
Flygningen levererade och installerade Z1 Truss och Pressurized Mating Adapter-3 (PMA-3).

## Rymdpromenad
Under flygningens fyra rymdpromenader monterades och installerades Z1 Truss och PMA-3.

### Statistik
| 1. | Leroy Chiao William S. McArthur         | 15 oktober 2000 14:27 UTC | 15 oktober 2000 20:55 UTC | 6 tim, 28 min |
| 2. | Michael López-Alegría Peter J.K. Wisoff | 16 oktober 2000 14:15 UTC | 16 oktober 2000 21:22 UTC | 7 tim, 7 min  |
| 3. | Leroy Chiao William S. McArthur         | 17 oktober 2000 14:30 UTC | 17 oktober 2000 21:18 UTC | 6 tim, 48 min |
| 4. | Michael López-Alegría Peter J.K. Wisoff | 18 oktober 2000 15:00 UTC | 18 oktober 2000 21:56 UTC | 6 tim, 56 min |

## Besättning
- Brian Duffy (4), befälhavare
- Pamela Melroy (1), pilot
- Koichi Wakata (2), uppdragsspecialist
- Leroy Chiao (3), uppdragsspecialist
- Peter J.K. Wisoff (4), uppdragsspecialist
- Michael López-Alegría (2), uppdragsspecialist
- William S. McArthur (3), uppdragsspecialist